# Christmas In The Sand
Christmas In The Sand es el primer álbum navideño de la cantante estadounidense Colbie Caillat. Fue lanzado el 23 de octubre de 2012. Está producido por Ken Caillat, y tiene colaboraciones con Brad Paisley y Gavin DeGraw. El disco incluye varias versiones de clásicos navideños y cuatro composiciones inéditas. El primer sencillo del álbum, "Christmas In The Sand", fue lanzado el 15 de octubre de 2012.

## Lista de canciones
| Tracklisting |                                             |                                                             |          |  |
| N.º          | Título                                      | Escritor(es)                                                | Duración |  |
| 1.           | «Merry Christmas Baby» (con Brad Paisley)   | Otis Redding, B.B. King, Chuck Berry, Elvis Presley, Hanson | 3:40     |  |
| 2.           | «Santa Baby»                                | Joan Javits, Philip Springer, Tony Springer                 | 2:56     |  |
| 3.           | «Christmas In The Sand»                     | Colbie Caillat                                              | 3:47     |  |
| 4.           | «Baby It’s Cold Outside» (con Gavin DeGraw) | Frank Loesser                                               | 3:19     |  |
| 5.           | «The Christmas Song» (con Justin Young)     | Mel Tormé, Bob Wells                                        | 3:17     |  |
| 6.           | «Santa Claus Is Coming To Town»             | John Frederick Coots, Haven Gillespie                       | 3:09     |  |
| 7.           | «Every Day Is Christmas» (con Jason Reeves) | Caillat, Jason Reeves, Kara DioGuardi                       | 4:24     |  |
| 8.           | «Silver Bells»                              | Bob Hope, Marilyn Maxwell                                   | 3:42     |  |
| 9.           | «Winter Wonderland»                         | Felix Bernard, Richard B. Smith                             | 2:50     |  |
| 10.          | «Mistletoe»                                 | Caillat, Stacy Blue, Mikal Blue                             | 3:50     |  |
| 11.          | «Happy Christmas»                           | Caillat, Toby Gad                                           | 3:33     |  |
| 12.          | «Auld Lang Syne»                            | Robert Burns                                                | 3:46     |  |

Pistas adicionales
| Deluxe Edition |                                          |                          |          |  |
| N.º            | Título                                   | Escritor(es)             | Duración |  |
| 13.            | «Jingle Bells»                           | James Lord Pierpont      |          |  |
| 14.            | «I’ll Be Home For Christmas»             | Bing Crosby              |          |  |
| 15.            | «Have Yourself A Merry Little Christmas» | Ralph Blane, Hugh Martin |          |  |

- Datos: Q5111531